# Krystyna Skarżyńska-Bocheńska
Krystyna Skarżyńska-Bocheńska (* 15. června 1935, Varšava) je polská arabistka a islamistka, literární vědkyně a emeritní profesorka na katedře arabštiny a islámských studií Varšavské univerzity.
Vystudovala ve Varšavě turkologii. Byla studentkou profesora Józefa Bielawského a začala s ním budovat varšavskou arabistiku. V roce 1980-81 byla ředitelkou odboru arabských a islámských studií na Varšavské univerzitě. Je členkou Union Européenne et des Arabisants Islamisants. Od roku 1991 je profesorkou na univerzitě ve Varšavě a od roku 2011 emeritní. Na počátku svého výzkumu se věnovala klasické arabské literatuře, a pak v sedmdesátých letech tuniské soudobé literatuře.

## Publikace
- Nowa i współczesna literatura arabska. Arabski Wschód, J. Bielawski (red.), K. Skarżyńska-Bocheńska, J. Jasińska, Varšava 1978
- Tradycja i nowatorstwo we współczesnej poezji tunezyjskiej, Wydawnictwo UW, Varšava 1980
- Nowa i współczesna literatura arabska. Maghreb, J. Bielawski (red.), K. Skarżyńska-Bocheńska, J. Kozłowska. E. Machut-Mendecka, Varšava 1989
- Adonis. Myśli, obrazy, uczucia, Dialog, Varšava 1995
- Pieśni gniewu i miłości, PIW, Varšava 1990 (II wydanie)
- Klasyczna literatura arabska, v: Historia literatury światowej t.12, Literatury Wschodu, PINNEX, Krakov 2006, s.5-106
- Pochwała sztuki słowa. Al-Dżahiz i jego teoria komunikacji, Dialog, Varšava 2009
- Al-Gahiz and his theory of social communication, Dialog, Warszawa 2010